# Commedia all'italiana
Commedia all’italiana este denumirea genului de filme italiene de comedie de la sfârșitul anilor 1950 și 1960. Aceste comedii aveau tema principală, adesea cu ton satiric, obiceiurile cetățenilor din clasa de mijloc. Unul din primele filme ale acestui gen, poate fi considerat Divorț italian (Divorzio all’italiana, 1961) a lui Pietro Germi. În titlul filmului apare prima dată expresia „all’italiana”, care ulterior se va extinde la filmele din aceasta perioadă ale cinematografiei italiene.
Reprezentanții de seamă ai acestui gen, alături de Pietro Germi, au fost regizorii Mario Monicelli, Dino Risi, Luigi Comencini, Steno și Pasquale Festa Campanile. Actorii Totò, Alberto Sordi, Vittorio Gassman, Ugo Tognazzi, Monica Vitti, Marcello Mastroianni, Nino Manfredi și Claudia Cardinale au fost protagoniștii acestor filme.
Un citat în legătură cu definirea genului (dintr-un interviu): 
„La commedia all'italiana è questo: trattare con termini comici, divertenti, ironici, umoristici degli argomenti che sono invece drammatici. È questo che distingue la commedia all'italiana da tutte le altre commedie...”— (Comedia all'italiana este aceasta: tratarea cu termeni comici, hazlii, ironici, umoristici a temelor care inițial au fost dramatice. Aceasta distinge comedia italiană de tote celelalte comedii..., (Mario Monicelli)

## Filme reprezentative
- 1958 Veșnicii necunoscuți (I soliti ignoti), de Mario Monicelli cu Vittorio Gassman, Marcello Mastroianni, Renato Salvatori, Totò
- 1959 Marele război (La grande guerra), de Mario Monicelli cu Vittorio Gassman, Alberto Sordi
- 1960 Cu toții acasă (Tutti a casa), de Luigi Comencini cu Alberto Sordi, Serge Reggiani
- 1960 Crima (Crimen), de Mario Camerini cu Alberto Sordi, Vittorio Gassman, Nino Manfredi, Silvana Mangano
- 1960 Gardianul (Il vigile), de Luigi Zampa, cu Alberto Sordi, Vittorio De Sica
- 1961 Divorț italian (Divorzio all'italiana), de Pietro Germi cu Marcello Mastroianni, Daniela Rocca, Stefania Sandrelli, Leopoldo Trieste
- 1961 Federalul (Il federale), de Luciano Salce cu Ugo Tognazzi
- 1961 Viață dificilă (Una vita difficile), de Dino Risi cu Alberto Sordi, Lea Massari
- 1962 Depășirea (Il sorpasso), de Dino Risi cu Vittorio Gassman și Jean-Louis Trintignant
- 1962 Ani clocotitori (Gli anni ruggenti), de Luigi Zampa cu Nino Manfredi și Gino Cervi
- 1963 O afacere (Il boom), de Vittorio De Sica cu Alberto Sordi, Gianna Maria Canale, Ettore Geri
- 1963 Monștrii (I mostri), de Dino Risi cu Ugo Tognazzi, Michèle Mercier și Marisa Merlini
- 1964 Sedusă și abandonată (Sedotta e abbandonata), de Pietro Germi cu Saro Urzì, Leopoldo Trieste, Stefania Sandrelli
- 1964 Căsătorie în stil italian (Matrimonio all'italiana), de Vittorio De Sica cu Marcello Mastroianni, Sophia Loren
- 1965 Made in Italy (Made in Italy), de Nanni Loy cu Lando Buzzanca, Walter Chiari, Aldo Fabrizi, Catherine Spaak, Sylva Koscina, Nino Manfredi, Peppino De Filippo, Alberto Sordi, Anna Magnani
- 1966 Armata Brancaleone (L'armata Brancaleone), de Mario Monicelli cu Vittorio Gassman, Enrico Maria Salerno, Gian Maria Volonté, Catherine Spaak
- 1968 Fata cu pistolul (La ragazza con la pistola), de Mario Monicelli cu Monica Vitti
- 1968 Medicul de la asigurări (Il medico della mutua), de Luigi Zampa cu Alberto Sordi
- 1968 Creola, ochii-ți ard ca flacăra (Straziami ma di baci saziami) de Dino Risi cu Nino Manfredi, Pamela Tiffin, Ugo Tognazzi, Moira Orfei
- 1969 Anul carbonarilor (Nell'anno del Signore), de Luigi Magni cu Nino Manfredi, Claudia Cardinale, Enrico Maria Salerno, Ugo Tognazzi, Alberto Sordi
- 1971 Frumos, onest, emigrat în Australia (Bello, onesto, emigrato Australia sposerebbe compaesana illibata), de Luigi Zampa cu Alberto Sordi, Claudia Cardinale
- 1972 Jocul de cărți (Lo scopone scientifico), de Luigi Comencini cu Alberto Sordi, Silvana Mangano, Bette Davis
- 1973 Pâine și ciocolată (Pane e cioccolata), de Franco Brusati cu Nino Manfredi și Anna Karina
- 1974 Cât de mult ne-am iubit (C'eravamo tanto amati), de Ettore Scola cu Vittorio Gassman, Nino Manfredi, Stefania Sandrelli
- 1974 Parfum de femeie (Profumo di donna), de Dino Risi cu Vittorio Gassman, Agostina Belli
- 1974 Polițista (La poliziotta), de Steno, cu Mariangela Melato, Renato Pozzetto
- 1975 Prietenii mei (Amici miei) de Mario Monicelli cu Ugo Tognazzi, Gastone Moschin, Philippe Noiret, Adolfo Celi
- 1980 Café Express, de Nanny Loy, cu Nino Manfredi, Adolfo Celi, Vittorio Caprioli